# Caprarola

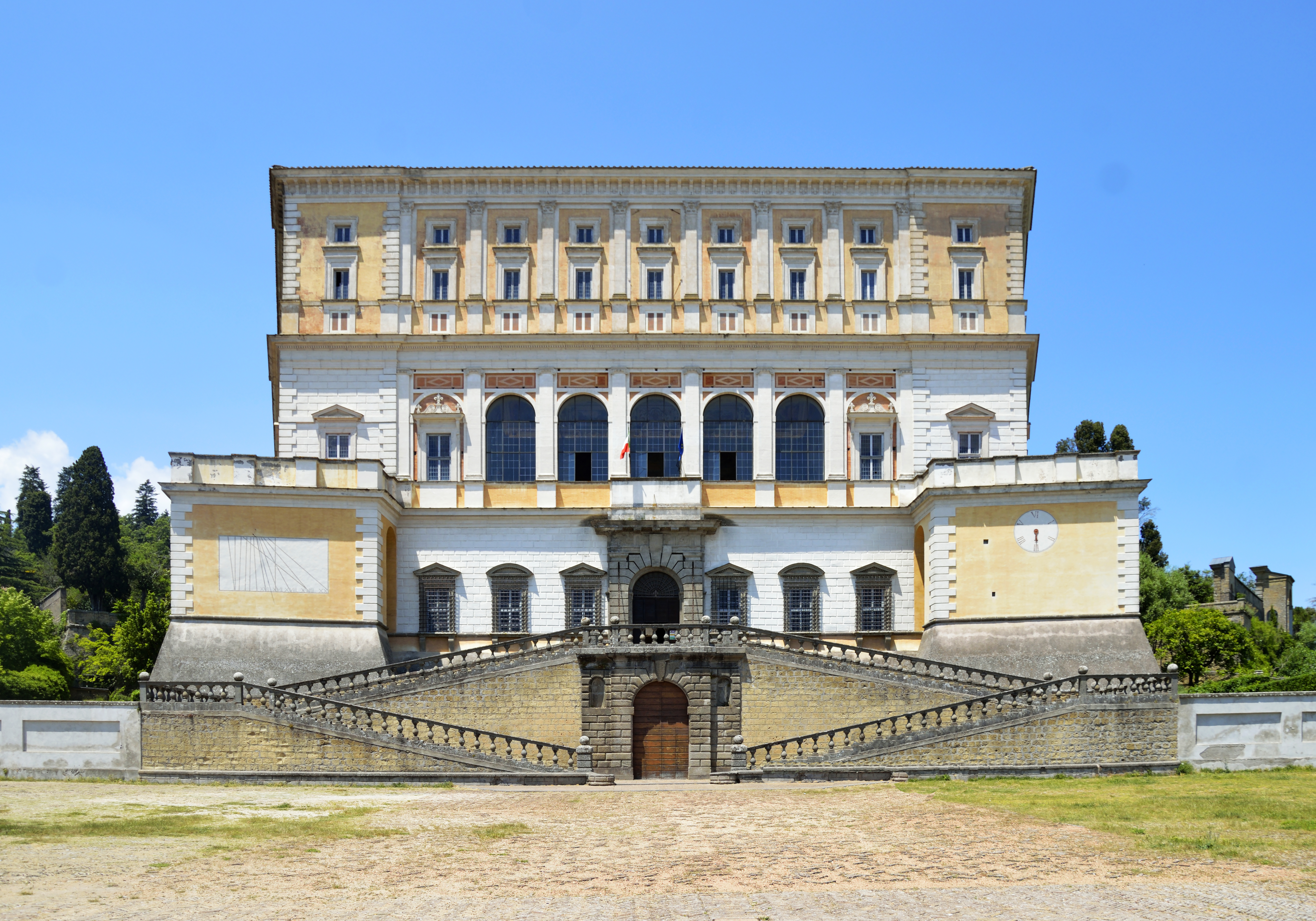
Pałac Farnese

Caprarola – miejscowość i gmina we Włoszech, w regionie Lacjum, w prowincji Viterbo.
Według danych na rok 2004 gminę zamieszkiwało 5197 osób, 91,2 os./km².

## Zabytki
- Pałac Farnese